# 加山俊夫
加山 俊夫（かやま としお、1945年（昭和20年）2月18日 - ）は、日本の政治家。前神奈川県相模原市長（3期）。

## 来歴
埼玉県北足立郡大和町（現和光市）生まれ。3歳の時に相模原町（当時）に転居した。相模原市立向陽小学校、相模原市立旭中学校卒業。1963年（昭和38年）3月、神奈川県立相原高等学校卒業。同年4月、相模原市役所に就職。1967年（昭和42年）3月、働きながら東京経済大学経済学部の夜間部を卒業した。相模原市都市整備部長、経済部長、消防長、都市部長を経て、2004年（平成16年）4月から相模原市助役に就任した。
2007年（平成19年）2月、小川勇夫相模原市長が体調を崩して入院し、市長を辞職する意向を表明。小川は加山を後継指名し、3月8日に辞職願を提出。加山は3月14日に市長選挙への出馬を表明。4月22日執行の市長選挙では元相模原市収入役の候補者が立候補し、元市職員同士の争いを加山が制して初当選を果たした。加山の得票数は、133,611票。投票率は、47.38％。
なお、小川前市長は辞職後、同年3月11日の県北合併（相模原市、津久井郡城山町・津久井町・相模湖町・藤野町）完了を見届け、10日後の3月21日に逝去した。
2011年（平成23年）4月10日執行の市長選挙では民主党・自由民主党・公明党の支援を受け、新人2人を破り再選。投票率は50.60％。
2015年（平成27年）4月12日、自民、公明、民主の推薦を受けて立候補し、共産党公認の新人を破り3選。
2018年（平成30年）12月17日、市長選4選へ向けて自民党市議団と政策協定を結んだ。2019年（平成31年）4月の市長選には加山のほか、自民党市議団に所属していた市議の宮崎雄一郎、自民党県議の八木大二郎、衆議院議員の本村賢太郎らが出馬。6万票差で本村に敗れた。
2020年、旭日中綬章受章。